# 西江镇 (连州市)
西江镇，是中华人民共和国广东省清远市连州市下辖的一个乡镇级行政单位。

## 行政区划
西江镇下辖以下地区：
西江村、耙田村、大岭村、外塘村、山塘村、大田村、斜榜村、井塘村、高山村、铁坑村和宝珠村。